# Panchami
Panchami (nep. पञ्चमी) – gaun wikas samiti we wschodniej części Nepalu w strefie Meći w dystrykcie Panchthar. Według nepalskiego spisu powszechnego z 2001 roku liczył on 1000 gospodarstw domowych i 5568 mieszkańców (2899 kobiet i 2669 mężczyzn).